# Rivière Palmer (rivière Bécancour)
Pour les articles homonymes, voir Palmer.
La rivière Palmer est un affluent de la rivière Bécancour laquelle est un affluent de la rive sud du fleuve Saint-Laurent. La rivière Palmer coule dans les municipalités de Saint-Pierre-de-Broughton et Saint-Jacques-de-Leeds, dans la municipalité régionale de comté (MRC) de les Appalaches, dans la région administrative de Chaudière-Appalaches, au Québec, au Canada.

## Géographie
Les principaux bassins versants voisins de la rivière Palmer sont :
- côté nord : rivière Armagh, rivière Saint-Georges (rivière du Chêne), rivière Saint-André, rivière Filkars ;
- côté est : rivière Nadeau (Nouvelle-Beauce), rivière Palmer Est, rivière du Cinq ;
- côté sud : rivière Osgood, rivière Sunday, rivière Prévost-Gilbert, rivière Ashberham ;
- côté ouest : rivière Bécancour.

La rivière débute dans le Onzième Rang, à proximité d'une carrière de stéatite dans la municipalité de Saint-Pierre-de-Broughton. Cette zone est située à l'est du hameau Rumpelville et au nord-ouest du hameau Broughton Station. 
Le cours général de la rivière Palmer s'oriente vers le nord-ouest. À partir de sa source, la rivière Palmer coule sur environ 40 km répartis selon les segments suivants :
- d'abord vers le nord-est, puis vers le nord-ouest, jusqu'au pont du chemin du 3e rang ;
- vers le nord-ouest, en passant dans le lieu-dit Roche à Vallières et en passant au sud-ouest du village de Saint-Pierre-de-Broughton, jusqu'au pont du chemin du 16e rang ;
- vers le nord, en recueillant les eaux de la rivière Whetstone (venant de l'Est) et de la Rivière Perry (venant du sud-ouest), en traversant les chemins du 15e rang et 14e rang, jusqu'à la limite municipale de Saint-Jacques-de-Leeds ;
- vers le nord-ouest, en recueillant les eaux de la rivière Palmer Est (venant de l'Est), jusqu'au pont de la rout 216 situé du côté sud du hameau "Wilson" ;
- vers l'ouest, en passant à 2,5 km au nord du centre du village de Saint-Jacques-de-Leeds (i.e. intersection des routes rout 216 et route 271), et en recueillant les eaux de la rivière Osgood, jusqu'à sa confluence.

La rivière Palmer se déverse sur la rive est de la rivière Bécancour dans la municipalité de Saint-Jacques-de-Leeds. Sa confluence est située à 1,5 km en amont de la limite municipale de Sainte-Agathe-de-Lotbinière, à 7,6 km au sud de ce dernier village et à 11,4 km à l'ouest du centre du village de Saint-Jacques-de-Leeds.

## Toponymie
Ce toponyme est connu depuis la seconde moitié du XIXe siècle. Son origine reste inconnu malgré les recherches faites auprès des pionniers locaux et aussi des nombreux prospecteurs miniers de cette époque.
Les plans du cadastre officiel, édition de 1937 notamment, indiquent "Rivière des Palmes", autant pour la rivière Palmer Est que le cours principal de la rivière. Toutefois, les citoyens du secteur désignaient généralement ce cours d'eau "rivière Palmer".
Certains chercheurs croient que "rivière Palmer" et "rivière Palmer Est" dériveraient d'une transformation phonétique de "Palm River". Cette forme auraient été en usage chez les nombreux pionniers irlandais et écossais.
La vallée de cette rivière, immédiatement au sud de Saint-Pierre-de-Broughton, comporte des variétés de roseaux que les gens désignent comme des palmes.
Le toponyme « rivière Palmer » a été officialisé le 5 décembre 1968 à la Commission de toponymie du Québec.